# Podlehnik
Podlehnik est une commune située dans la région historique de la Basse-Styrie à l’est de la Slovénie.

## Géographie
La commune est localisée dans la région historique de Basse-Styrie à l’est de la Slovénie à proximité de la frontière croate. Elle est ainsi localisée dans la partie septentrionale des Alpes dinariques et est traversée par la rivière Rogatnica.

## Villages
Les localités qui composent la commune sont Dežno pri Podlehniku, Gorca, Jablovec, Kozminci, Ložina, Podlehnik, Rodni Vrh, Sedlašek, Spodnje Gruškovje, Stanošina, Strajna, Zakl et Zgornje Gruškovje.

## Démographie
Entre 1999 et 2021, la population de la commune est restée stable avec une population légèrement inférieure à 2 000 habitants,.
Évolution démographique
| 1999  | 2000  | 2001  | 2002  | 2003  | 2004  | 2005  | 2006  | 2007  |
| ----- | ----- | ----- | ----- | ----- | ----- | ----- | ----- | ----- |
| 1 942 | 1 932 | 1 920 | 1 927 | 1 938 | 1 939 | 1 939 | 1 950 | 1 948 |
| 2008  | 2009  | 2010  | 2011  | 2012  | 2013  | 2014  | 2015  | 2016  |
| 1 945 | 1 892 | 1 891 | 1 897 | 1 861 | 1 873 | 1 856 | 1 814 | 1 818 |
| 2017  | 2018  | 2019  | 2020  | 2021  |       |       |       |       |
| 1 880 | 1 865 | 1 817 | 1 801 | 1 853 |       |       |       |       |